# Австралійський національний університет

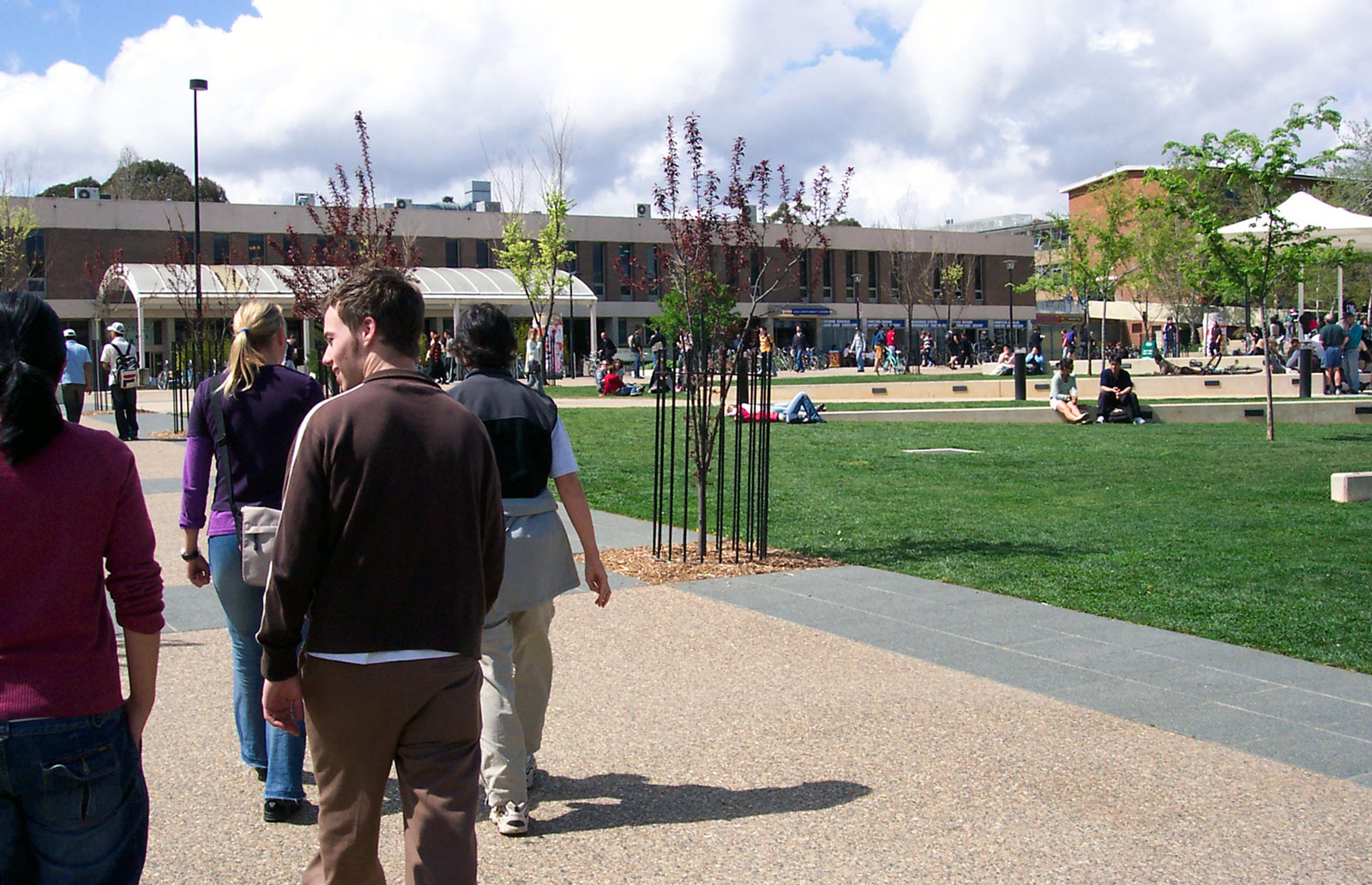
Австралійський національний університет, Union Court у центрі містечка

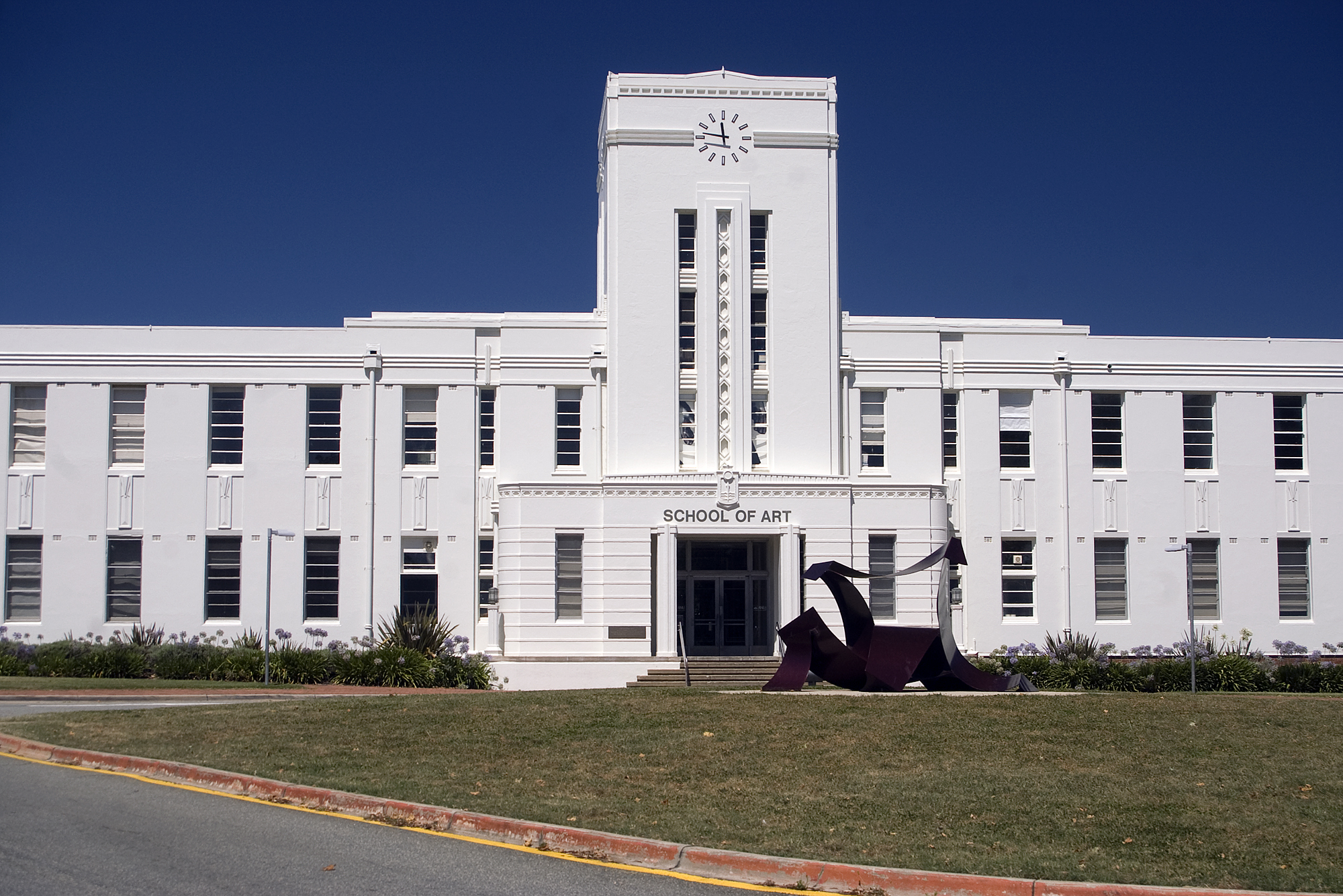
Школа образотворчих мистецтв

Австралійський націона́льний університе́т (англ. Australian National University, ANU) — державний університет, розташований у Канберрі (Австралія). Створений 1 серпня 1946. Спочатку спеціалізувався на дослідницькій роботі. 1960 року об'єднався з Університетським коледжем Канберри і став надавати також й вищу освіту.  Австралійський національний університет займає провідні позиції у рейтингах університетів не тільки Австралії (1-ше місце в Австралії), а й двадцять шостий у рейтингу світових університетів за версією газети Таймс. Серед  співробітників і випускників університету шість лауреатів Нобелівської премії. 
Австралійський національний університет є одним з провідних університетів Австралії, він входить до складу «Групи восьми». 2006 року університет було визнано найкращим австралійським університетом. При університеті існує Дослідницька школа астрономії та астрофізики на базі якої засновано обсерваторію Сайдинг-Спрінг — найбільшу обсерваторію на Австралійському континенті.

## Історія
Університет було створено на підставі закону, внесеного до Парламенту Прем'єр-міністром Беном Чіфлі. Закон було ухвалено 1 серпня 1946 року за підтримки лідера опозиції Роберта Мензіса. ANU лишається єдиним австралійським університетом, що створено на підставі федерального закону.
До групи австралійських вчених, що брали участь у становленні Університету, входили: сер Марк Оліфант, лідер у галузі розвитку радарів та ядерної фізики; сер Говард Флорі, який брав участь у відкритті пеніциліну; сер Кейт Хенкок, видатний історик; Герберт Кумбс, відомий економіст та громадський діяч.

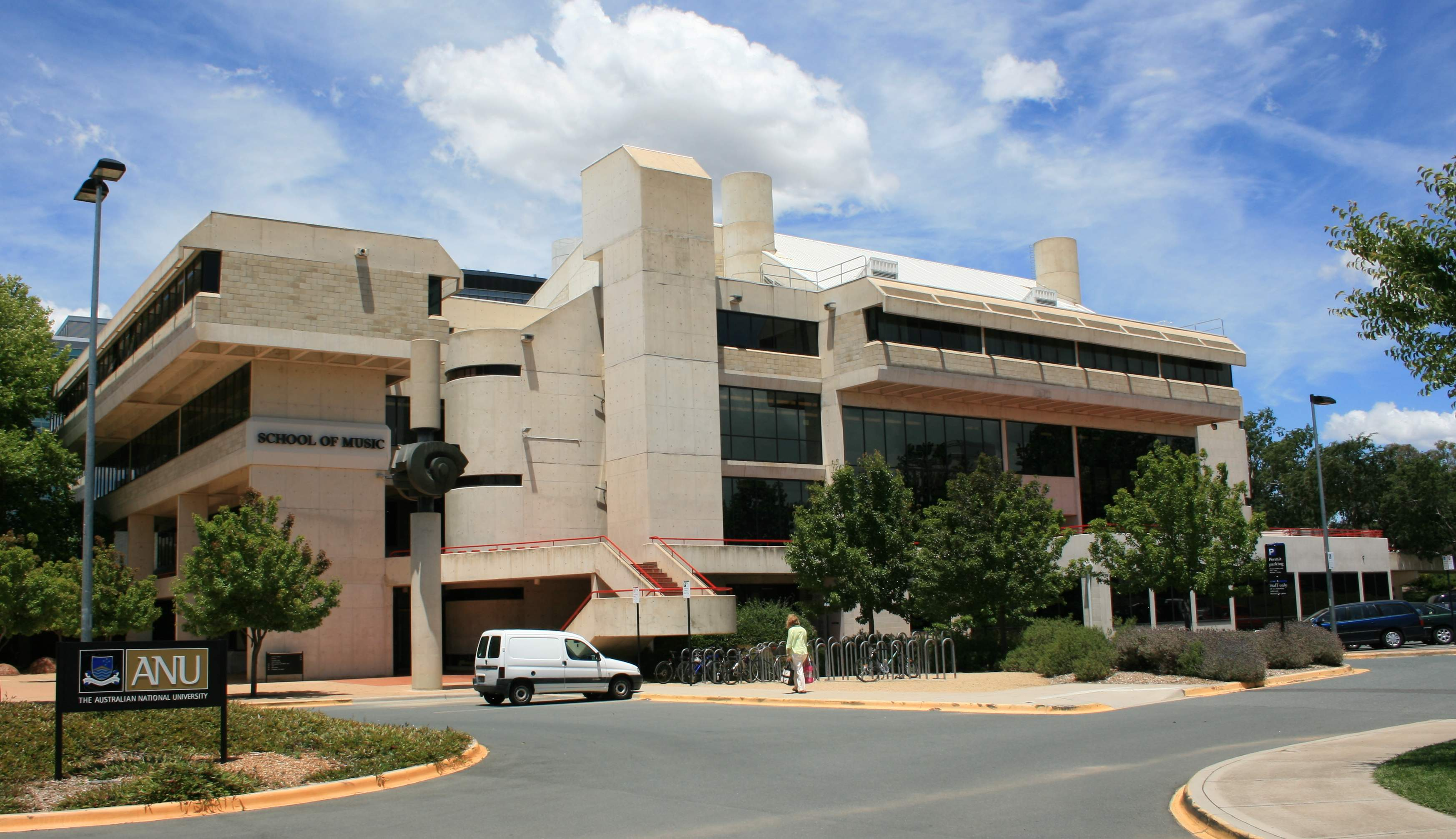
Коледж мистецтв та соціальних наук

## Академічна структура
Університет включає до свого складу 7 коледжів та Інститут провідних досліджень. Коледжі здійснюють підготовку бакалаврів, магістрів та дослідницьку діяльність. Інститут провідних досліджень сконцентровано виключно на дослідницькій роботі та підготовці магістрів і складається з 9 дослідницьких шкіл та дослідницького центру.

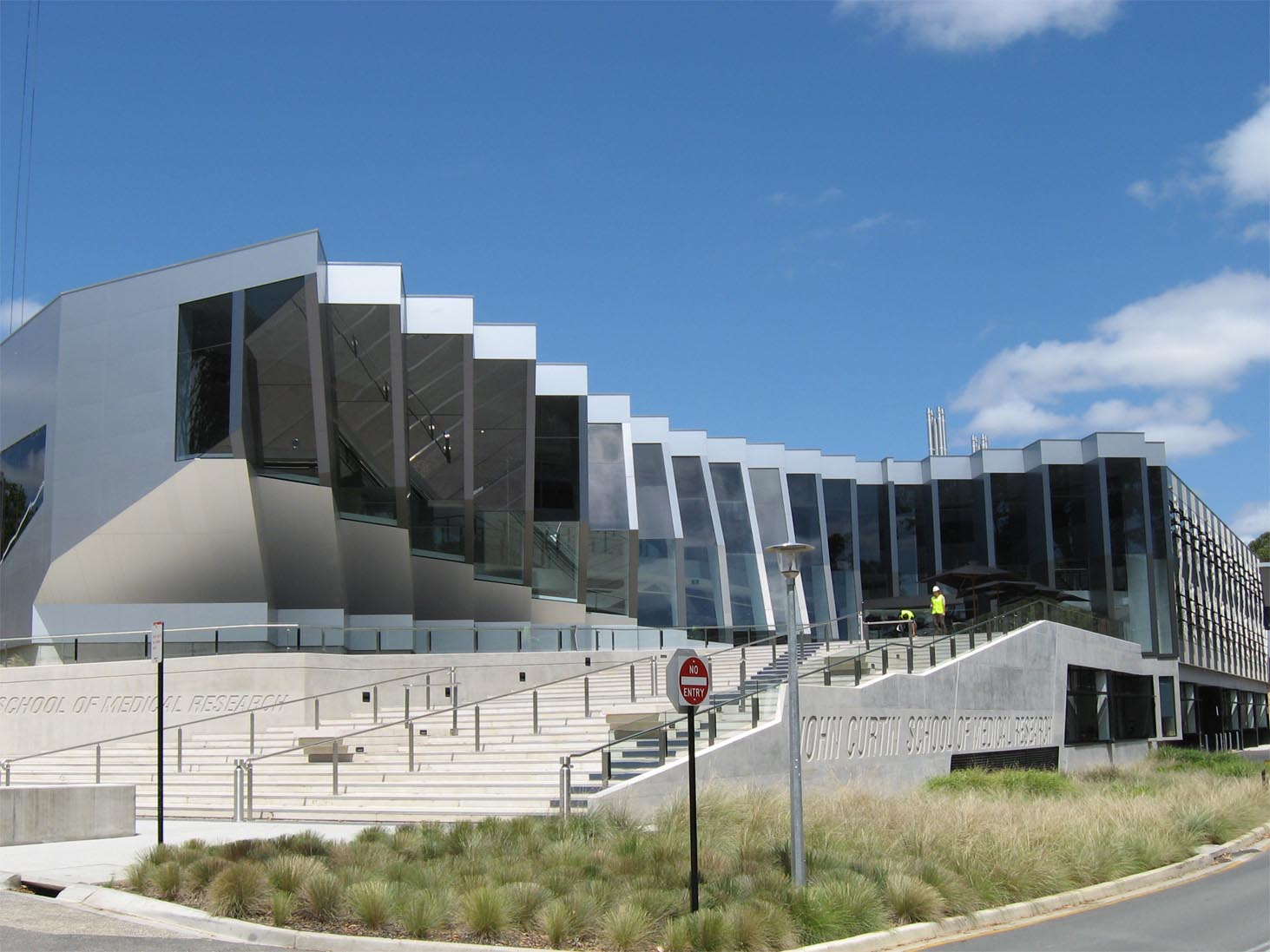
Школа медичних досліджень Джона Кертіна

### Коледжі
- Коледж мистецтв та соціальних наук
- Коледж Азії та Тихоокеанського регіону
- Коледж бізнесу та економіки
- Коледж інженерних наук та інформатики
- Коледж права
- Коледж медицини, біології та оточуючого середовища
- Коледж фізичних та математичних наук

### Дослідницькі школи
- Дослідницька школа астрономії та астрофізики
- Дослідницька школа біологічних наук
- Дослідницька школа хімії
- Дослідницька школа наук про землю
- Дослідницька школа інформаційних наук та інжинірингу
- Дослідницька школа тихоокеанських та азійських досліджень
- Дослідницька школа фізичних наук та інжинірингу
- Дослідницька школа соціальних наук
- Школа медичних досліджень Джона Кертіна
- Центр досліджень природних ресурсів та оточуючого середовища

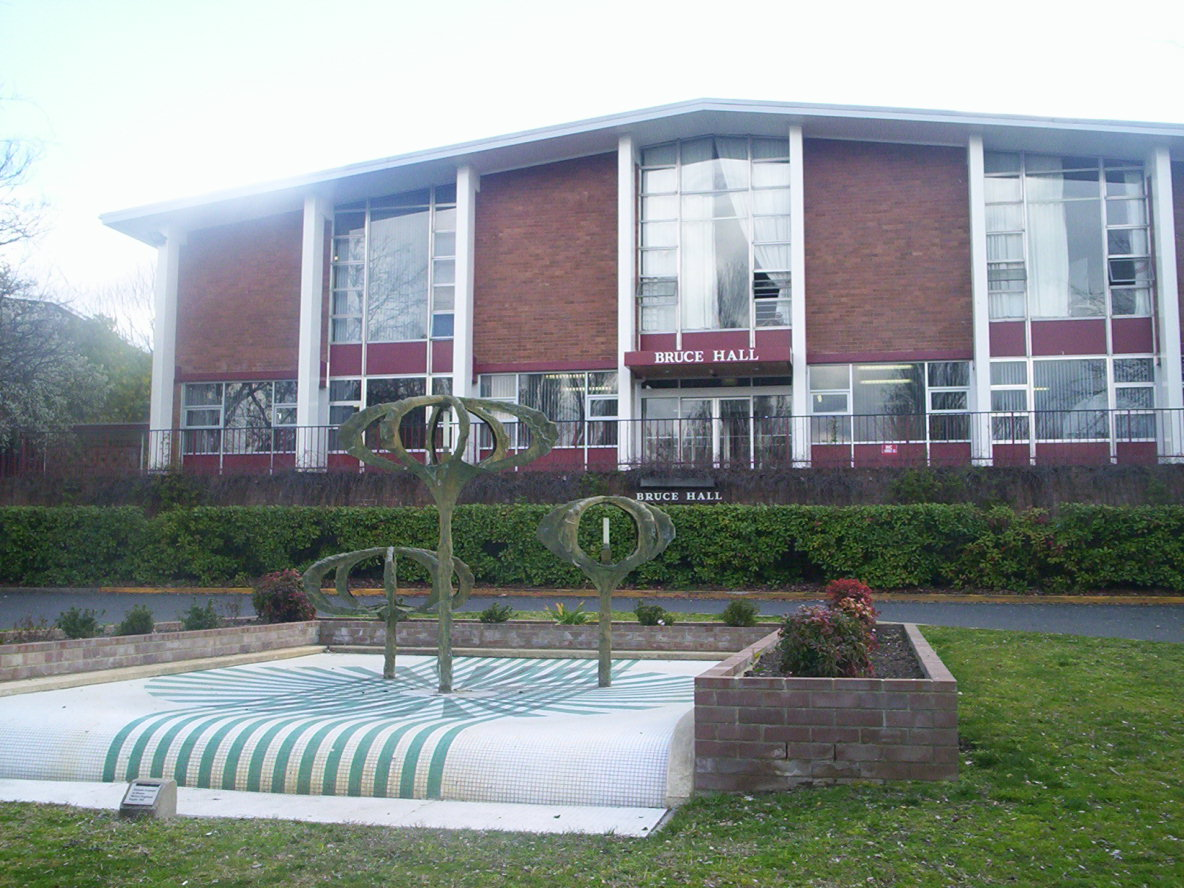
Зала Брюс

## Університетське містечко
Основний університетський кампус знаходиться в Ектоні, передмісті Канберри, і займає площу 1,45 км² в парковій зоні, де побудовані упорядковані університетські будівлі. Територія кампусу ділиться приблизно навпіл струмком Салліванс-Крік, який належить до басейну Муррей-Дарлінг, і межує з покритою природним лісом горою Блек-Маунтінс, озером Берлі-Гриффін, районом Тернер і центральним діловим районом Канберри.
На території кампусу зростає більше ніж 10 000 дерев, тому університет отримав міжнародну премію Campus Network Award 2009 року і зайняв 2-е місце серед самих екологічних університетських кампусів Австралії 2011 року.
Основні університетські будівлі:
- Зала Брюс
- Зала Урсула
- Зала Феннер
- Коледж Бургменна
- Коледж Джона XXIII
- Зала Бертона і Геррена
- Зала Тоад
- Університетський дім
- Дім випускників

Зала Феннер розташована за межами кампусу на Норфборн авеню у сусідньому районі Бреддон.
Дослідницька школа астрономії та астрофізики також розташована за межами основного кампусу в обсерваторії на горі Стромло поблизу округу Вестон Крік на півдні Канберри. У Школи є своя Обсерваторію Сайдинг-Спрінг поблизу міста Кунабарабран у штаті Новий Південний Уельс. Ця обсерваторія лишилась єдиною після знищення телескопа Обсерваторії Маунт-Стромлона горі Стромло у лісових пожежах 2003 року. Університет також має кампус Кіолоа на південному узбережжі штату Новий Південний Уельс, що спеціалізується на практичних заняттях з польових досліджень, та Північноавстралійський дослідницький підрозділ у Дарвіні, що у Північній території.

## Відомі випускники і викладачі

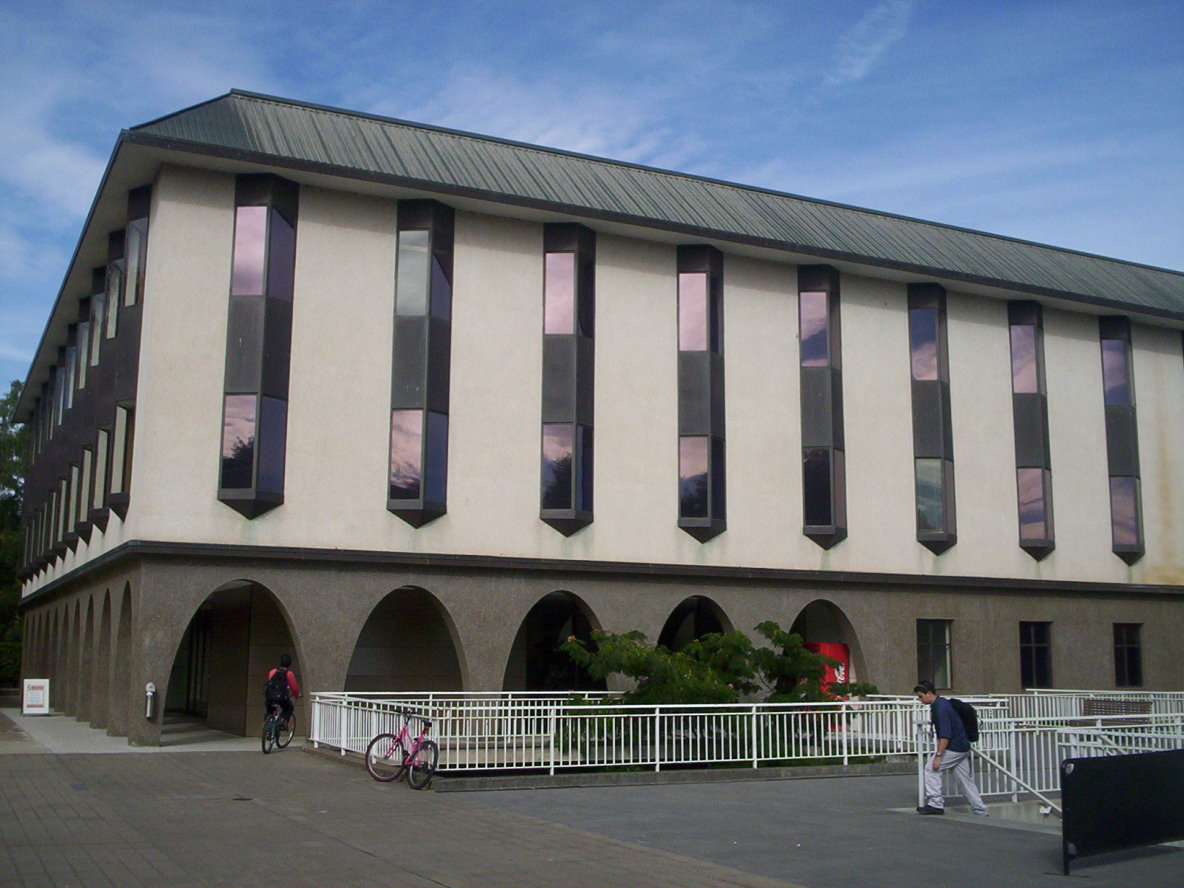
Бібліотека Чіфлі

- Кевін Радд — колишній Прем'єр-міністр Австралії
- Меннінг Кларк — видатний історик
- Барт Бок — відомий астроном
- Хана Ньюмен — видатний математик
- Говард Волтер Флорі — лауреат Нобелівської премії 1945 року
- Джон Екклс — нобелівський лауреат 1963 року в галузі медицини за роботу з аспектів центральної нервової системи ссавців
- Професор Харсейні — лауреат Нобелівської премії у галузі економіки (1994) за роботу з теорії ігор
- Рольф Цинкернагель та Пітер Догерті — володарі Нобелівської премії у галузі медицини (1996) за революційну роботу з імунології

- Освалдо Біато Жуніор — бразильський дипломат.
- Пані Меліса О'Рурк — австралійський дипломат.
- Ганна Ґедсбі — письменниця і акторка комічного жанру.
- Джудіт Лін — австралійсько-американська вчена-фізик, кліматолог.
- Катя Тютюнник — австралійська композиторка